# Caranos (roi)
Pour les articles homonymes, voir Caranos.
Caranos (en grec ancien Κάρανος / Káranos), mort en 778 av. J.-C., est le fondateur mythique de la dynastie des Argéades et premier roi de Macédoine selon une tradition historique ; il règne de vers 800 à 778.

## Biographie

Route suivie par Caranos depuis Argos.

Selon l'historien du IVe siècle av. J.-C. Théopompe, Caranos, fils du roi d'Argos Téménos de la race des Héraclides, aurait quitté Argos pour fonder le royaume de Macédoine, sur lequel il aurait régné 28 ans et dont le quatrième successeur serait Perdiccas Ier, le premier roi considéré comme historique déjà par Hérodote. Plutarque est d'accord sur la lignée héraclide de Caranos et soutient qu'Alexandre le Grand est un descendant d'Héraclès.
Il est le plus souvent considéré comme un personnage légendaire.
Selon Justin :  « Il y eut aussi Caranos : avec une grande multitude de Grecs, il fut enjoint par une réponse de l'oracle de chercher une installation en Macédoine ; venu en Émathie, il s'empara de la ville d'Édessa en suivant un troupeau de chèvres qui fuyait une averse, passant inaperçu des habitants à cause de l'abondance des averses et du brouillard ;  et s'étant souvenu de l'oracle qui lui avait donné l'ordre de chercher un empire avec des chèvres pour guides, il établit là le siège de sa royauté ; et ensuite, avec un scrupule religieux, il prit soin de faire précéder ses enseignes par ces mêmes chèvres partout où l'armée faisait mouvement, voulant avoir comme guides de ses entreprises celles qu'il avait eu comme initiatrices de son règne.  En mémoire du don, il appela Égées la ville d'Édesse, et Égéades son peuple.  Ensuite, après avoir chassé Midas - ce dernier tenait en effet aussi une portion de la Macédoine - et les autres rois, il régna seul à la place de tous, et, le premier, ayant réuni des gens de différents peuples, il fit de la Macédoine comme un corps unique, et il posa des fondations solides pour la croissance du royaume ».
Une tradition lui attribue la fondation d'Édessa et d'Aigai, capitale de la Macédoine avant Pella[réf. nécessaire].